# TBS (대한민국의 방송사)
서울특별시 미디어재단 TBS는 서울 시민을 대상으로 교통 정보를 포함해 다양한 정보를 전달하는 지역 민영 방송국이다. 1990년 3월 20일에 설립되었으며, 본사는 서울특별시 마포구 상암동 에스플렉스 센터이다. 처음에는 라디오 방송만 송출하다가 15년 후 텔레비전 방송이 개국하였고 텔레비전 방송 개국 3년 후 영어 전문 라디오 방송 채널이 개국하였다. 이 영어 전문 라디오 방송 채널은 대한민국 최초로 개국한 것으로, 시청자들의 높은 호응을 받았다.
1990년 6월 11일에 서울특별시 주변 지역(인천광역시, 경기도, 충청남도 일부)을 방송 권역으로 하는 TBS FM(95.1㎒)이 개국되었고, 2005년 3월 3일에 케이블 채널인 TBS TV가 개국하였으며, 2008년 12월 1일에는 “Right here! Right now!”라는 슬로건을 내걸고 100% 영어로 진행되는 한국 최초의 종합편성 FM 영어 전문 라디오 채널인 TBS eFM(101.3㎒)이 개국하였다.
교통 관련 방송 이외에도 2011년부터 프로축구 서울 연고 구단인 FC 서울의 스포츠 경기를 중계하는 등 서울특별시, 인천광역시, 경기도 지역에 관련된 여러 가지 방송 프로그램을 내보낸다. 2020년 2월 17일부터 서울시 산하 사업소에서 서울특별시 출연 기관인 미디어재단으로 전환되었다. 서울시 산하 사업소 시절에는 대표는 지방부이사관, 또는 개방형 임기제 공무원으로 보했으나, 미디어재단으로 전환한 이후에는 대표와 직원 모두 민간인 신분이 되었다.
TBS 교통방송이 재단법인으로 출범함에 따라 영문명도 "Seoul Traffic Broadcasting"에서 "Seoul Media Foundation TBS"로 변경되었다. TBS는 새로운 CI에 대해 "교통, 기상 정보 중심의 TBS 교통방송 (Traffic Broadcasting System)의 좁은 의미에서 벗어나 '시민들에게 더 가까이, 보다 진실되고 정의로운, 미래 혁신 미디어로 거듭나겠다'"라고 강조했다.
2024년 9월 11일, TBS가 서울시 출연기관 지위가 해제되어 정식으로 민영화로 전환되었다. 다만 법인 명칭은 유지하기로 했다.

## 연혁
- 1988년 3월 29일: 1988 서울 올림픽 대비 TBS 교통방송 설치 계획 수립(경찰청)
- 1990년 3월 20일: TBS 교통방송 본부 설치조례 공포(서울시)
- 1990년 5월 1일: 시험 방송 실시
- 1990년 6월 11일: 종로구 도렴동에서 9시 51분에 tbs FM 개국(호출부호: HLST, 주파수: 95.1㎒, 출력: 5㎾)
- 1991년 1월 1일: TBS 교통방송 지역방송실 운영 개시(5개 지역)
- 1995년 6월 11일: TBS 교통방송 개국 5주년
- 1996년 12월 17일: 교통정보 서비스용 TRS (주파수 공용 무선 통신 시스템)운영
- 2000년 4월 14일: ㈜로티스와 교통정보 제휴 협약 체결
- 2000년 6월 11일: TBS 교통방송 개국 10주년
- 2000년 7월 24일: TBS 교통방송 인터넷 방송 개시(실시간 오디오 서비스)
- 2000년 11월 5일: 송신소를 남산 송신소에서 관악산 송신소로 이전
- 2003년 10월 21일: 인터넷 TBS 교통방송 (iTBS) 개국
- 2004년 3월 25일: ㈜NHN과 업무제휴
- 2004년 3월 31일: KBS 인터넷과 동영상 교통정보 모바일 서비스 제휴
- 2004년 6월 17일: 인터넷 TBS 교통방송 휴대폰 서비스 개시
- 2005년 3월 3일: 유료 방송 채널 tbs TV서울(현 tbs TV) 개국
- 2005년 6월 11일: TBS 교통방송 개국 15주년
- 2005년 12월 1일: 지상파 DMB 오디오 채널 tbs DMB(tbs V-Radio) 개국
- 2007년 7월 30일: 기관명을 TBS 교통방송본부에서 TBS 교통방송으로 변경
- 2008년 7월 23일: 영어 FM 방송 허가 승인(남산 송신소)
- 2008년 12월 1일: 영어 FM 방송 tbs eFM 개국(호출부호: HLSW, 주파수: 101.3㎒, 출력: 1㎾)
- 2009년 10월 1일: 지상파 DMB Radio tbs DMB(현 TBS World) 비주얼 라디오 방송으로 전환
- 2009년 10월 1일: 지상파 DMB TV(#Love tbs) 개국
- 2010년 6월 11일: TBS 교통방송 개국 20주년
- 2011년 6월 11일: TBS 교통방송 개국 21주년
- 2011년 11월 30일: 지상파 DMB 오디오 채널 tbs DMB(TBS World) 방송 종료
- 2012년 6월 11일: TBS 교통방송 개국 22주년
- 2013년 6월 11일: TBS 교통방송 개국 23주년
- 2013년 10월 14일 tbs eFM 중국어방송 개시
- 2013년 12월 31일: 지상파 DMB TV(#Love TBS) 종료
- 2014년 6월 11일: TBS 교통방송 개국 24주년
- 2014년 12월: HD 전환
- 2015년 6월 11일: TBS 교통방송 개국 25주년
- 2016년 6월 11일: TBS 교통방송 개국 26주년
- 2016년 7월 4일: 방송사 신청사 이전 중구 예장동 → 마포구 상암동 에스플렉스센터로 이전
- 2016년 9월 26일 : TBS FM 김어준의 뉴스공장 첫방송
- 2017년 6월 11일: TBS 교통방송 개국 27주년
- 2017년 6월 12일: 라디오 계획 정파 주기 변경(매주 화요일 02시~05시 → 매월 첫째 주 화요일 02시~05시)
- 2018년 6월 11일: TBS 교통방송 개국 28주년
- 2019년 6월 11일: TBS 교통방송 개국 29주년
- 2020년 2월 17일: '서울특별시 미디어재단 TBS'로 재단법인 출범 (tbs 교통방송 → 서울특별시 미디어재단 TBS)
- 2020년 6월 11일: 서울특별시 미디어재단 TBS 개국 30주년
- 2021년 2월 17일: 서울특별시 미디어재단 TBS 출범 1주년
- 2021년 3월 22일: TBS eFM 베트남어 방송 개시(주말)
- 2021년 6월 11일: 서울특별시 미디어재단 TBS 개국 31주년
- 2022년 2월 17일: 서울특별시 미디어재단 TBS 출범 2주년
- 2022년 6월 11일: 서울특별시 미디어재단 TBS 개국 32주년
- 2022년 12월 30일 : TBS FM 김어준의 뉴스공장 폐지
- 2023년 2월 17일: 서울특별시 미디어재단 TBS 출범 3주년
- 2023년 6월 11일: 서울특별시 미디어재단 TBS 개국 33주년
- 2024년 2월 17일: 서울특별시 미디어재단 TBS 출범 4주년
- 2024년 6월 11일: 서울특별시 미디어재단 TBS 개국 34주년
- 2024년 9월 11일: TBS 민영화 전환.
- 2025년 2월 17일: 서울특별시 미디어재단 TBS 출범 5주년
- 2025년 6월 11일: 서울특별시 미디어재단 TBS 개국 35주년

## 사가
- 1990년 6월 11일부터 TBS 교통방송의 사가로 사용되고 있다. 이 사가는 TBS FM(95.1MHz)의 매월 첫째주 화요일 새벽 2시~5시까지의 계획정파 전 방송종료에서 들을 수 있다.

1절
마음에도 길이 있네 환한 길 푸른 길
웃음을 마주하면 길마다 열리네
온누리 빛과 빛 들리는 마음 마음
열린 소리 열린 세상 TBS 교통방송
2절
가슴으로 여는 길 웃음으로 가는 길
나눔을 함께하면 모두모두 열리네
나라를 가꾸는 겨레의 소리터
밝은 소리 밝은 우리 TBS 교통방송

## 방송 현황

### TBS FM
- 주파수: FM 95.1㎒, 호출부호: HLST
- 가청 지역: 서울특별시, 경기도, 인천광역시 대부분 지역, 충청남도, 충청북도 일부 지역

### TBS eFM
- 주파수: FM 101.3㎒, 호출부호: HLSW
- 가청 지역: 서울특별시, 경기도, 인천광역시 대부분 지역

### TBS TV
IPTV 번호
- 216번 (KT 지니 TV)
- 245번 (LG U+ TV)
- 244번 (SK B tv)

케이블 번호
- 316번 (양천, 북인천: 225번) (LG헬로비전)
- 216번 (SK브로드밴드)
- 153번 (딜라이브)
- 92-2, 169번 (대구: 79-2) (CMB)
- 347번 (HCN)

## 프로그램

### TBS TV
여기서는 현재 생방송(일부 시간대 재방)으로 방영되고 있는 프로그램을 위주로 서술한다.
- 슬기로운 서울생활 나선홍입니다 보이는 라디오 LIVE
- 최일구의 허리케인 라디오 보이는 라디오 LIVE
- 서울시의회 플러스
- 장윤선의 품격시대
- 우리동네 라이브
- 서울라이트
- TV 민생연구소
- 기적의 TV 상담받고 대학가자!
- 로드다큐 우리동네
- 시민영상 특이점
- 5분다큐 사람
- 지식발전소 도시의 품격
- 눈보라
- 영화속 숨은서울찾기
- 시간여행 서울늬우스
- 안전지대 119
- K리그 클래식 축구
- 인 앤 아웃 서울
- K리그 하이라이트
- 영상기록 '서울,시간을 품다'
- 空間사람
- 내가 뽑은 사람들 106인
- TV책방 북소리
- 홍석천의 oh! 마이로드
- 시티헌터
- 김인권의 GOGO@무비
- 공연에 뜨겁게 미치다
- 숫자로 보는 서울
- 온스티에지t
- 팩트인스타
- 지하철 탐사대 요기조기
- 신박한 벙커
- 흔적
- 원더버스킹
- 힐링스테이지 그대에게
- TBS 희망광고

## 로고송
- 빠른 정보 밝은 방송 tbs 교통방송~ (1990.06.11 ~ 1999)
- 사랑이 있어요 정보가 있어요 t-b-s 교-통-방-송~ (1999~2000)
- 꿈이 있는 정보세상 tbs 교통방송 (2000 ~ 2002)
- 정보가 가득한 즐거운 방송 tbs 교통방송 (2000 ~ 2002)
- 정보가 가득 희망이 가득 tbs 교통방송 (2000 ~ 2002)
- 생활 속의 라디오 tbs 교통방송 (2002 ~ 2003)
- (교-통-방-송) 움직이는 라디오 살아있는 라디오 LIVE FM (내레이션: LIVE FM) (2003 ~ 2011)[5]
- 음~~ (함께 할 수록) 기분좋은 방송 tbs~ FM (2011 ~ 2015.09.20)[6]
- 함께 할 수록 기분좋은 방송 tbs~ FM~ (2015.09.21 ~ 2020.02.23)
- 이 순간 내곁에 TBS~ (2020.02.24 ~ 현재)

## 라디오 시보 (FM/eFM)
"이순간 내곁에 TBS~" FM 95.1㎒ 시민의 방송 TBS에서 OO시를 알려드립니다. (TBS FM - FM 95.1㎒)
"TBS eFM" The Time is OO(AM/PM) (TBS eFM - FM 101.3㎒)
"TBS eFM" TBS 为您报时 (晚/凌晨) OO点 (TBS eFM - FM 101.3㎒)
"TBS eFM" Xin Thông Báo Bây Giờ Là OO Giờ (TBS eFM - FM 101.3㎒)

## 주파수
| TBS FM        | TBS FM     | TBS FM | TBS FM   | TBS FM                               | TBS FM |
| 송신소        | 주파수     | 출력   | 호출부호 | 송신소 위치                          | 비고   |
| ------------- | ---------- | ------ | -------- | ------------------------------------ | ------ |
| 관악산 송신소 | FM 95.1㎒  | 5㎾    | HLST-FM  | 경기 과천시 자하동길 64 (넥스콘테크) |        |
| TBS eFM       |            |        |          |                                      |        |
| 송신소        | 주파수     | 출력   | 호출부호 | 송신소 위치                          | 비고   |
| 관악산 송신소 | FM 101.3㎒ | 1㎾    | HLSW-FM  | 경기 과천시 자하동길 64 (넥스콘테크) |        |

## 아나운서

### 현직
- 나선홍 (팀장)
- 황진하
- 강지연
- 김보빈
- 김상아
- 김혜지
- 손승희
- 송정애
- 이가희
- 이민준
- 조현아
- 황원찬

### 전직
- 박영만[9]
- 정승원
- 김은정[10]
- 문석현[11]
- 김범수[12]
- 신용훈[13]
- 백선유
- 용경빈[14]
- 정은길
- 김두희
- 정은성
- 박경련[15]
- 정경훈
- 이은정
- 김병훈
- 김지혜
- 박주현
- 정세현[16]
- 전형윤[17]
- 원서호[18]
- 김진현[19]
- 정연주[20]
- 최지은[21]

## 기자
- [현직]
- 이용철 보도본부장
- 김훈찬 지역뉴스팀장
- 이종억 기자
- 김선환 기자
- 최양지 기자
- 이주예 기자
- 강경지 기자
- 이예진 기자
- 이민정 기자
- 조주연 기자
- 최인정 PD
- 백남우 보도영상팀장
- 윤재우 영상기자
- 차지원 영상기자
- 류지현 영상기자
- 김용균 영상기자
- 고광현 영상기자
- 허경민 영상기자
- 손승익 영상기자
- 한송희 편집기자
- 김희애 편집기자
- 이아름 편집기자
- [전직]
- 유정현 기자
- 신용훈 기자
- 오정현 기자
- 김홍국 기자
- 윤지원 기자
- 장욱 기자
- 류밀희 기자
- 백창은 기자
- 안미연 기자
- 박로진 기자
- 정혜련 기자
- 양아람 기자
- 김승환 기자

## 같이 보기
- 서울특별시청